# جاي أرنولد
جاي أرنولد (بالإنجليزية: Jay Arnold)‏ هو لاعب كرة قدم أمريكية أمريكي، ولد في 9 سبتمبر 1912 في روجرز في الولايات المتحدة، وتوفي في 8 أبريل 1982.

## وصلات خارجية
- جاي أرنولد على موقع مرجع كرة القدم المحترفة.كوم (الإنجليزية)